# Ron Barritt
Ronald Barritt (15 tháng 4 năm 1919 - tháng 6 năm 2004) là một cầu thủ bóng đá người Anh thi đấu ở vị trí tiền đạo ở Football League cho Doncaster Rovers, Leeds United và York City, và ở Bóng đá non-league cho Wombwell Town và Frickley Colliery.